# A (kislemez)
Az A a dél-koreai Big Bang együttes második kislemeze a MADE albumról, melyet 2015. június 1-jén jelentetett meg a YG Entertainment. Digitális platformokon két új dalt tettek közzé, a CD-verzión a korábbi M kislemez dalai, és az új dalok instrumentális verziói szerepelnek.

## Számlista
| 1. | Bang Bang Bang  | Teddy, G-Dragon, T.O.P.      | Teddy, G-Dragon                                   | Teddy       | 3:49 |
| 2. | We Like 2 Party | Teddy, Kush, G-Dragon, T.O.P | Teddy, Kush, Szo Vondzsin (Seo Won-jin), G-Dragon | Teddy, Kush | 3:16 |

| CD    | CD                               | CD                           | CD                                                | CD          | CD    | CD | CD | CD | CD |
| #     | Cím                              | Dalszöveg                    | Zene                                              | Arrangement | Hossz |    |    |    |    |
| ----- | -------------------------------- | ---------------------------- | ------------------------------------------------- | ----------- | ----- | -- | -- | -- | -- |
| 1.    | Bang Bang Bang                   | Teddy, G-Dragon, T.O.P.      | Teddy, G-Dragon                                   | Teddy       | 3:49  |    |    |    |    |
| 2.    | We Like 2 Party                  | Teddy, Kush, G-Dragon, T.O.P | Teddy, Kush, Szo Vondzsin (Seo Won-jin), G-Dragon | Teddy, Kush | 3:16  |    |    |    |    |
| 3.    | Loser                            | Teddy, T.O.P, G-Dragon       | Teddy, Taeyang                                    | Teddy       | 3:39  |    |    |    |    |
| 4.    | Bae Bae                          | G-Dragon, Teddy, T.O.P       | Teddy, G-Dragon, T.O.P                            | Teddy       | 2:49  |    |    |    |    |
| 5.    | Bang Bang Bang (Instrumentális)  |                              | Teddy, G-Dragon                                   |             | 3:49  |    |    |    |    |
| 6.    | We Like 2 Party (Instrumentális) |                              | Teddy, Kush, Szo Vondzsin (Seo Won-jin), G-Dragon |             | 3:16  |    |    |    |    |
| 20:38 |                                  |                              |                                                   |             |       |    |    |    |    |

## Fogadtatás
A Bang Bang Bang című dal első helyezést ért el Dél-Korea összes digitális zenei platformján, valamint az iTunes Store-on nyolc országban. A Bang Bang Bang első helyezést ért el a Billboard World Digital Songs slágerlistán 11 000-es eladással, a We Like 2 Party pedig második helyezést 7000 példánnyal.
A kislemez harmadik helyet ért el a Kaon (Gaon) június havi album toplistáján, a Bang Bang Bang első helyezett volt a digitális kislemezlistán, az online letöltés és a streaming listán, a We Like 2 Party pedig negyedik a digitális kislemezlistán és a streaming listán, valamit második a letöltési listán.